# Bumirejo (Karangawen)
Bumirejo is een bestuurslaag in het regentschap Demak van de provincie Midden-Java, Indonesië. Bumirejo telt 5086 inwoners (volkstelling 2010).